# A Man Called Horse
A Man Called Horse is een Amerikaanse western uit 1970, geregisseerd door Elliot Silverstein. De film is gebaseerd op de verhalenreeks A Man Called Horse (1950/1968) van Dorothy M. Johnson.

## Rolverdeling
| Acteur             | Personage                 |
| ------------------ | ------------------------- |
| Richard Harris     | John Morgan / Shunkawakan |
| Judith Anderson    | Buffalo Cow Head          |
| Jean Gascon        | Batise                    |
| Manu Tupou         | Yellow Hand               |
| Corinna Tsopei     | Running Deer              |
| Dub Taylor         | Joe                       |
| James Gammon       | Ed                        |
| William Jordan     | Bent                      |
| Eddie Little Sky   | Black Eagle               |
| Lina Marín         | Thorn Rose                |
| Tamara Garina      | Elk Woman                 |
| Manuel Padilla Jr. | Leaping Buck              |
| Iron Eyes Cody     | Medicijnman               |
| Sonny Skyhawk      |                           |